# Neptis formosa
Neptis formosa är en fjärilsart som beskrevs av Matsumura 1919. Neptis formosa ingår i släktet Neptis och familjen praktfjärilar. Inga underarter finns listade i Catalogue of Life.